# بيريهان توبالوجلو
بيريهان توبالوجلو (بالتركية: Perihan Topaloğlu)‏ مواليد 31 أغسطس 1987 في بارتين، تركيا، هي لاعبة كرة يد تركية تلعب كظهير أيسر. تلعب حاليا في الدوري التركي لكرة اليد للسيدات. مثلت منتخب تركيا لكرة اليد للسيدات.